# Roque Baños
Roque Baños López (Jumilla, 1º maggio 1968) è un compositore di colonne sonore cinematografiche spagnolo.

## Biografia
Il suo stile compositivo, di impostazione sinfonica e classica, risente in parte dell'insegnamento del compositore Bernard Herrmann, noto per aver musicato alcune delle più famose pellicole di Alfred Hitchcock.
Al momento l'opera più nota, a livello internazionale, di Baños è la colonna sonora del film L'uomo senza sonno (The Machinist, 2004) di Brad Anderson. Sono anche sue le musiche del film horror Fragile - A Ghost Story e dell'avventura epica Alatriste - Il destino di un guerriero.
Ha vinto il Premio Goya per la miglior colonna sonora per due anni consecutivi, nel 2008 e nel 2009, rispettivamente per le musiche dei film Le 13 rose e Oxford Murders - Teorema di un delitto, mentre è stato candidato al premio nei tre anni precedenti per le opere prima citate.

## Colonne sonore
- Seconda pelle (Segunda piel), regia di Gerardo Vera (1999)
- Goya (Goya en Bordeos), regia di Carlos Saura (1999)
- Sexy Beast - L'ultimo colpo della bestia (Sexy Beast), regia di Jonathan Glazer (2000)
- La comunidad - Intrigo all'ultimo piano (La comunidad), regia di Álex de la Iglesia (2000)
- Black Symphony (Tuno negro), regia di Pedro L. Barbero e Vicente J. Martín (2001)
- L'altro lato del letto (El otro lado de la cama), regia di Emilio Martínez Lázaro (2002)
- El séptimo día, regia di Carlos Saura (2004)
- Crimen perfecto - Finché morte non li separi (Crimen Ferpecto), regia di Álex de la Iglesia (2004)
- L'uomo senza sonno (The Machinist), regia di Brad Anderson (2004)
- Torrente 3: El protector, regia di Santiago Segura (2005)
- Fragile - A Ghost Story (Frágiles), regia di Jaume Balagueró (2005)
- Il destino di un guerriero (Alatriste), regia di Agustín Díaz Yanes (2006)
- Valérie - Diario di una ninfomane (Diario de una Ninfómana), regia di Christian Molina (2008)
- Oxford Murders - Teorema di un delitto (The Oxford Murders), regia di Álex de la Iglesia (2008)
- Le 13 rose (Las 13 rosas), regia di Emilio Martínez Lázaro (2009)
- Cella 211 (Celda 211), regia di Daniel Monzón (2009)
- Ballata dell'odio e dell'amore (Balada triste de trompeta), regia di Álex de la Iglesia (2010)
- Il commissario Torrente - Il braccio idiota della legge (Torrente 4: Lethal Crisis), regia di Santiago Segura (2011)
- La casa (Evil Dead), regia di Fede Álvarez (2013)
- Oldboy, regia di Spike Lee (2013)
- Regression, regia di Alejandro Amenábar (2015)
- Heart of the Sea - Le origini di Moby Dick (In the Heart of the Sea), regia di Ron Howard (2015)
- Risorto (Risen), regia di Kevin Reynolds (2016)
- Man in the Dark (Don't Breathe), regia di Fede Álvarez (2016)
- L'uomo sul treno - The Commuter (The Commuter), regia di Jaume Collet-Serra (2018)
- Sin rodeos, regia di Santiago Segura (2018)
- Una stagione da ricordare (The Miracle Season), regia di Sean McNamara (2018)
- L'uomo che uccise Don Chisciotte (The Man Who Killed Don Quixote), regia di Terry Gilliam (2018)
- Millennium - Quello che non uccide (The Girl in the Spider's Web), regia di Fede Álvarez (2018)
- Yucatán, regia di Daniel Monzón (2018)
- Come Play, regia di Jacob Chase (2020)
- La Fortuna, regia di Alejandro Amenábar – miniserie TV (2021)
- Veneciafrenia - Follia e morte a Venezia (Veneciafrenia), regia di Álex de la Iglesia (2022)